# Сондісвела
Сондісвела (груз. სონდისველა) — село в Грузії.
За даними перепису населення 2014 року в селі проживає 16 осіб.